# Myospila fuscicoxa
Myospila fuscicoxa este o specie de muște din genul Myospila, familia Muscidae, descrisă de Li Rong în anul 1980. Conform Catalogue of Life specia Myospila fuscicoxa nu are subspecii cunoscute.